# Запорожченко, Дмитрий Павлович
Дмитрий Павлович Запорожченко (1907—1980) — сержант Рабоче-крестьянской Красной армии, участник Великой Отечественной войны, Герой Советского Союза (1945).

## Биография
Родился 18 сентября 1907 года в селе Юрьевка (ныне — посёлок в Днепропетровской области Украины). Получил начальное образование, после чего работал в Павлограде. В 1929—1931 годах проходил службу в Рабоче-крестьянской Красной армии. В октябре 1941 года Запорожченко повторно был призван в армию. С 1942 года — на фронтах Великой Отечественной войны. Принимал участие в боях на Западном и 1-м Белорусском фронтах. Участвовал в битве за Москву, освобождении Украинской ССР. К июлю 1944 года сержант Дмитрий Запорожченко командовал орудием 629-го стрелкового полка 134-й стрелковой дивизии 69-й армии 1-го Белорусского фронта. Отличился во время освобождения Польши.
29 июля 1944 года расчёт Запорожченко одним из первых переправился через Вислу к югу от города Пулавы и захватил плацдарм на его западном берегу. В боях за удержание плацдарма артиллеристы Запорожченко уничтожили около роты немецкой пехоты, несколько артиллерийских орудий и подавили 28 пулемётов противника. Когда из строя выбыл командир взвода, Запорожченко заменил его собой.
Указом Президиума Верховного Совета СССР от 24 марта 1945 года за «мужество, отвагу и героизм, проявленные в борьбе с немецкими захватчиками», сержант Дмитрий Запорожченко был удостоен высокого звания Героя Советского Союза с вручением ордена Ленина и медали «Золотая Звезда» за номером 5202.
После окончания войны Запорожченко вернулся на родину. Работал в колхозе, затем стал председателем сельского совета. Погиб 21 апреля 1980 года в автокатастрофе, похоронен в Юрьевке.
Был также награждён орденами Красной Звезды и Славы 3-й степени, рядом медалей.
Бюст Запорожченко установлен в центре Юрьевки.